# Skupina smrti
Skupina smrti je výraz ze světa sportu označující nezvykle náročnou skupinu v rané fázi soutěže, v níž se nachází více favoritů než je postupových míst.
Skupinou smrti se však někdy nazývají také střety vyrovnaných týmů, mezi nimiž není vyložený favorit na celkové vítězství.
V žurnalistice se tento výraz poprvé objevil před Mistrovstvím světa ve fotbale 1970. Za Grupo de la Muerte označil mexický tisk skupinu, v níž se utkala Anglie (poslední mistr světa), Brazílie (předposlední mistr světa), Československo (poražený finalista proti Brazílii) a Rumunsko.
Od té doby doprovází tato fráze vrcholové klubové a i mezinárodní fotbalové soutěže, přenesla se i do jiných sportů.

## Ve fotbale
Mistrovství světa
- MS 1958: Anglie, Brazílie, Rakousko, Sovětský svaz (Skupina D) [6] – skupinu, ze které na tomto turnaji postupovaly do čtvrtfinále tři týmy, popsala švédská média jako „bitvu gigantů“ (Giganternas Kamp)
- MS 1966: Brazílie, Bulharsko, Maďarsko, Portugalsko (Skupina C) [6]
- MS 1970: Anglie, Brazílie, Československo, Rumunsko (Skupina C)
- MS 1982: Brazílie, Itálie, Argentina (2. fáze turnaje, Skupina C) [6] – ze tříčlenné skupiny postupoval jeden tým
- MS 2006: Argentina, Nizozemsko, Srbsko a Černé Hora, Pobřeží slonoviny (Skupina C) [6]
- MS 2014: Uruguay, Kostarika, Anglie, Itálie (Skupina D)

Mistrovství Evropy
- ME 2012: Německo, Portugalsko, Dánsko, Nizozemsko (Skupina B)[7]

- ME 2021: Francie, Německo, Maďarsko, Portugalsko (Skupina F) [8]

Liga mistrů UEFA
- LM 2019/2020: FC Barcelona, Borussia Dortmund, FC Inter Milán, SK Slavia Praha (Skupina F) [9]
- LM 2022/23: Bayern Mnichov, Barcelona, Inter Milán, Viktoria Plzeň (Skupina C)[10]

Liga Národů UEFA
- LN 2022/23: Anglie, Itálie, Německo, Maďarsko (Skupina 3)

## V ledním hokeji
Mistrovství světa
- MS 1998: Rusko, Česko, Slovensko, Švýcarsko (Hlavní část, Skupina B)[zdroj?]

Poznámka: Uvedeny jsou jen některé případy.